# Friedrich Weißler
Georg Friedrich Weißler (Köningshütte, 29 april 1891 – Sachsenhausen, 19 februari 1937) was een Duitse advocaat en rechter. Hij was van Joodse afkomst. Vanwege zijn betrokkenheid bij de Bekennende Kirche werd hij doodgemarteld.

## Levensloop
Weißler werd geboren als jongste zoon van notaris Adolf Weißler en Auguste Hayn. Zijn ouders waren van Joodse afkomst, maar zijn vader liet alle zonen dopen door een protestantse geestelijke. Weißler groeide grotendeels op in Halle en ging na de middelbare school rechten studeren aan de Maarten Luther-Universiteit aldaar, en aan de Rheinische Friedrich-Wilhelms-Universiteit. In 1914 promoveerde hij in Halle. Na de uitbraak van de Eerste Wereldoorlog nam hij vrijwillig dienst en bleef in het leger tot 1918. 
Na afloop van de Eerste Wereldoorlog vervolgde Weißler zijn juridische carrière. In de loop van de jaren klom hij op tot directeur van de regionale rechtbank in Maagdenburg, waar hij op 1 december 1932 in functie trad.
Begin februari 1932 veroordeelde Weißler een SA-man die in uniform voor de rechtbank verscheen, wat verboden was, tot een boete van drie Reichsmark wegens onaangepast verdrag. Kort daarna werd Weißler op zijn kantoor overvallen door een groep SA-mannen. Hij werd op zijn balkon voor de rechtbank aan de menigte gepresenteerd en groette gedwongen de swastikavlag. Vervolgens zat hij korte tijd vast in een SA-kamp. Kort daarna werd hij geschorst en in augustus 1933 ontslagen uit het rechterlijk ambt.
Weißler verhuisde naar Berlijn, waar hij zich als juridisch adviseur vestigde. Hij raakte vanaf november 1934 betrokken bij de Bekennende Kirche en voerde veel rechtszaken tegen de Rijksbisschop Ludwig Müller en diens aanhangers. Müller had zich aangesloten bij de Deutsche Christen, een pressiegroep binnen de protestantse kerken die de leer van het nazisme aanhing. Müllers besluiten hadden vaak geen wettelijke grondslag, waardoor Weißler in de rechtbank vaak gelijk kreeg. 
Binnen de Bekennende Kirche werkte Weißler veel met Karl Barth en Martin Niemöller samen. In 1936 was hij medeopsteller van een manifest ("Denkschrift") dat met Pinksteren naar Adolf Hitler werd gestuurd. In het geschrift werd het antisemitisme, de nazi-concentratiekampen en de staatsterreur afgewezen. De conclusie was dat het naziregime het Duitse volk naar de afgrond leidde. Op het manifest kwam geen reactie. In juli 1936, in aanloop naar de Olympische Spelen in Berlijn werd het document gelekt naar de buitenlandse pers.
De Gestapo arresteerde Weißler op 7 oktober 1936 en beschuldigde hem er ten onrechte van dat hij het document had gelekt naar de pers. Weißler kwam op 11 februari terecht in het concentratiekamp Sachsenhausen, waar hij in de nacht van 18 op 19 februari 1937 werd doodgemarteld. Hij werd vervolgens opgehangen om zelfdoding te simuleren. Weißler ging de geschiedenis in als de eerste martelaar van de Bekennende Kirche.

## Postuum
De Evangelische Kirche in Deutschland herdenkt Weißler met een naamdag op 20 februari. In de gemeente Stahnsdorf is een plein naar hem vernoemd, in Maagdenburg een straat en een gerechtsgebouw.